# Sint-Lambrechts-Herk
Sint-Lambrechts-Herk (fr. Herck-Saint-Lambert) – dzielnica (deelgemeente) miasta Hasselt w Belgii, w Regionie Flamandzkim, w prowincji Limburgia, w okręgu Hasselt. 1 stycznia 2020 roku liczyła 4700 mieszkańców. Do 31 grudnia 1976 samodzielna gmina. 

## Demografia
Liczba mieszkańców, stan na 1 stycznia:
| Rok                | 1930 | 1961 | 2020 |
| ------------------ | ---- | ---- | ---- |
| Liczba mieszkańców | 1597 | 2816 | 4700 |